# Holconia immanis
Holconia immanis är en spindelart som först beskrevs av Ludwig Carl Christian Koch 1867.  Holconia immanis ingår i släktet Holconia och familjen jättekrabbspindlar. Inga underarter finns listade i Catalogue of Life.